# Giuliana dei Paesi Bassi
Giuliana dei Paesi Bassi (Giuliana Emma Luisa Guglielmina) (L'Aia, 30 aprile 1909 - Baarn, 20 marzo 2004) è stata la Regina regnante dei Paesi Bassi dal 1948 al 1980, quando abdicò in favore della figlia Beatrice, che regnerà dal 1980 al 2013. Dopo la sua abdicazione, venne riconosciuta come Principessa.

## Biografia

### Giovinezza

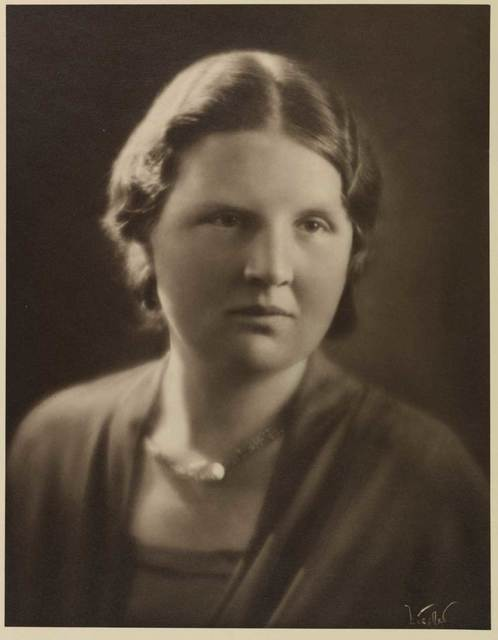
Giuliana dei Paesi Bassi nel 1933.

Giuliana nacque il 30 aprile 1909 a L'Aia, primogenita ed unica figlia della regina Guglielmina dei Paesi Bassi e del consorte, Enrico di Meclemburgo-Schwerin. Trascorse la sua infanzia tra i palazzi Het Loo ad Apeldoorn, Noordeinde e Huis ten Bosch a L'Aia. Su consiglio dell'educatore Jan Ligthart, presso il Palazzo Huis ten Bosch venne creata una piccola classe affinché la principessa, a partire dall'età di sei anni, potesse ricevere l'istruzione primaria insieme ai bambini della sua età. Poiché la Costituzione specificava che Giuliana dovesse essere pronta a succedere al trono all'età di diciotto anni, l'istruzione della Principessa procedeva a un ritmo più veloce rispetto a quello della maggior parte dei bambini. Dopo cinque anni di istruzione primaria, Giuliana ricevette l'istruzione secondaria (fino al livello pre-universitario) da insegnanti privati. Il 30 aprile 1927 festeggiò il suo diciottesimo compleanno: secondo la Costituzione, aveva ufficialmente raggiunto la maggiore età e aveva il diritto di assumere la prerogativa reale, se necessario. Due giorni dopo sua madre la nominò membro del Consiglio di Stato.

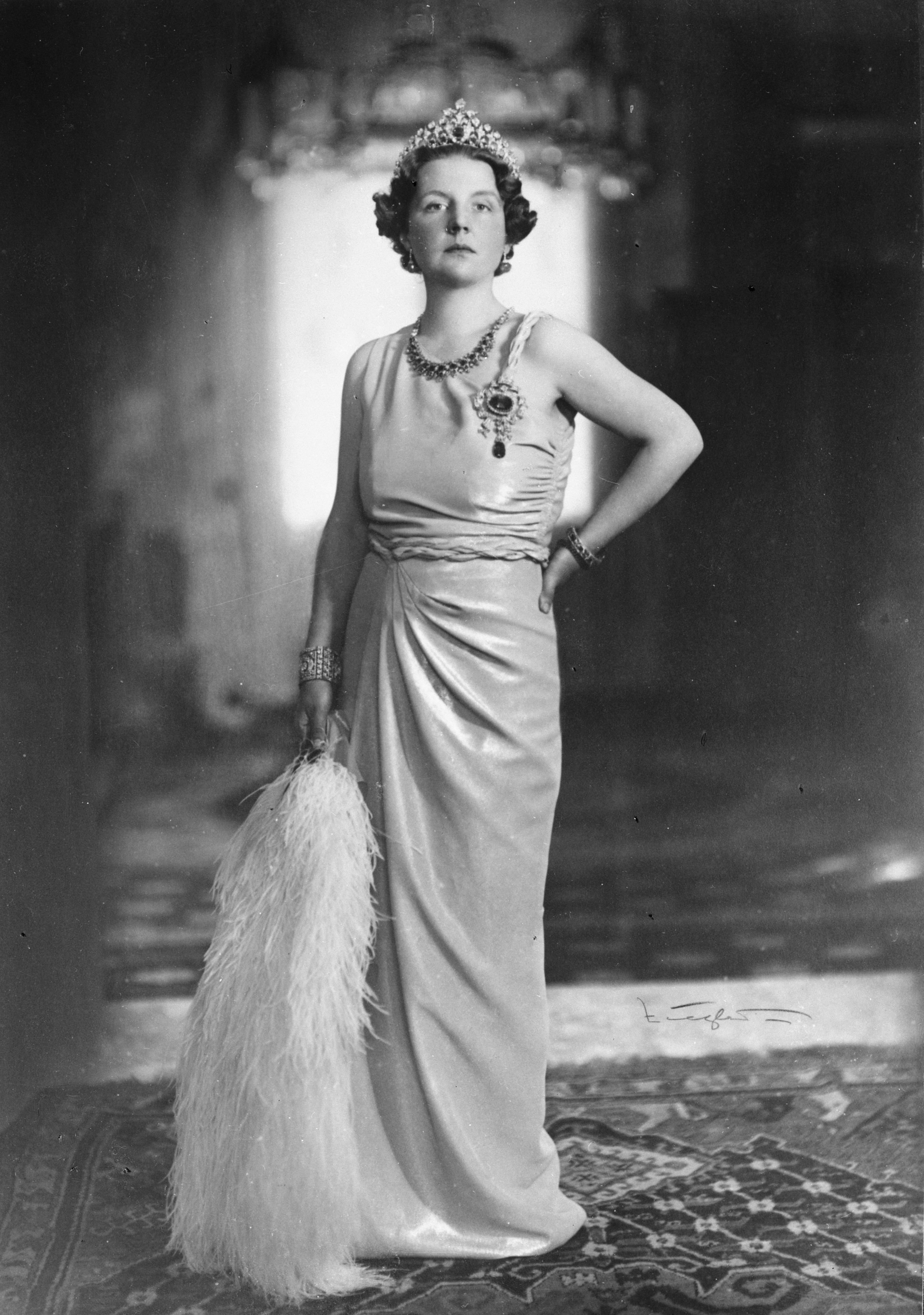
La principessa Giuliana nel 1935.

Dal 1927 al 1930 la principessa frequentò le lezioni all'Università di Leida ; durante questo periodo visse con altre studentesse a Katwijk. Scelse i suoi argomenti in parte per prepararsi ai suoi doveri di Capo dello Stato e in parte per soddisfare il suo interesse personale per la letteratura e la religione. Entrò a far parte della Women Students' Association e prese parte attiva a numerose attività universitarie. I suoi studi furono coronati dal conferimento di una laurea honoris causa in letteratura e filosofia, sotto la guida del celebre storico Johan Huizinga. Durante la Grande depressione dei primi anni '30, la Principessa rivolse la sua attenzione principalmente alle questioni sociali. Fu anche su sua iniziativa che venne istituito il Comitato nazionale di crisi per assistere le numerose vittime della crisi economica. È stata la presidente onoraria del Comitato. Alla morte del padre, il principe Enrico, avvenuta nel 1934, gli succedette come presidente della Croce Rossa olandese .

### Matrimonio

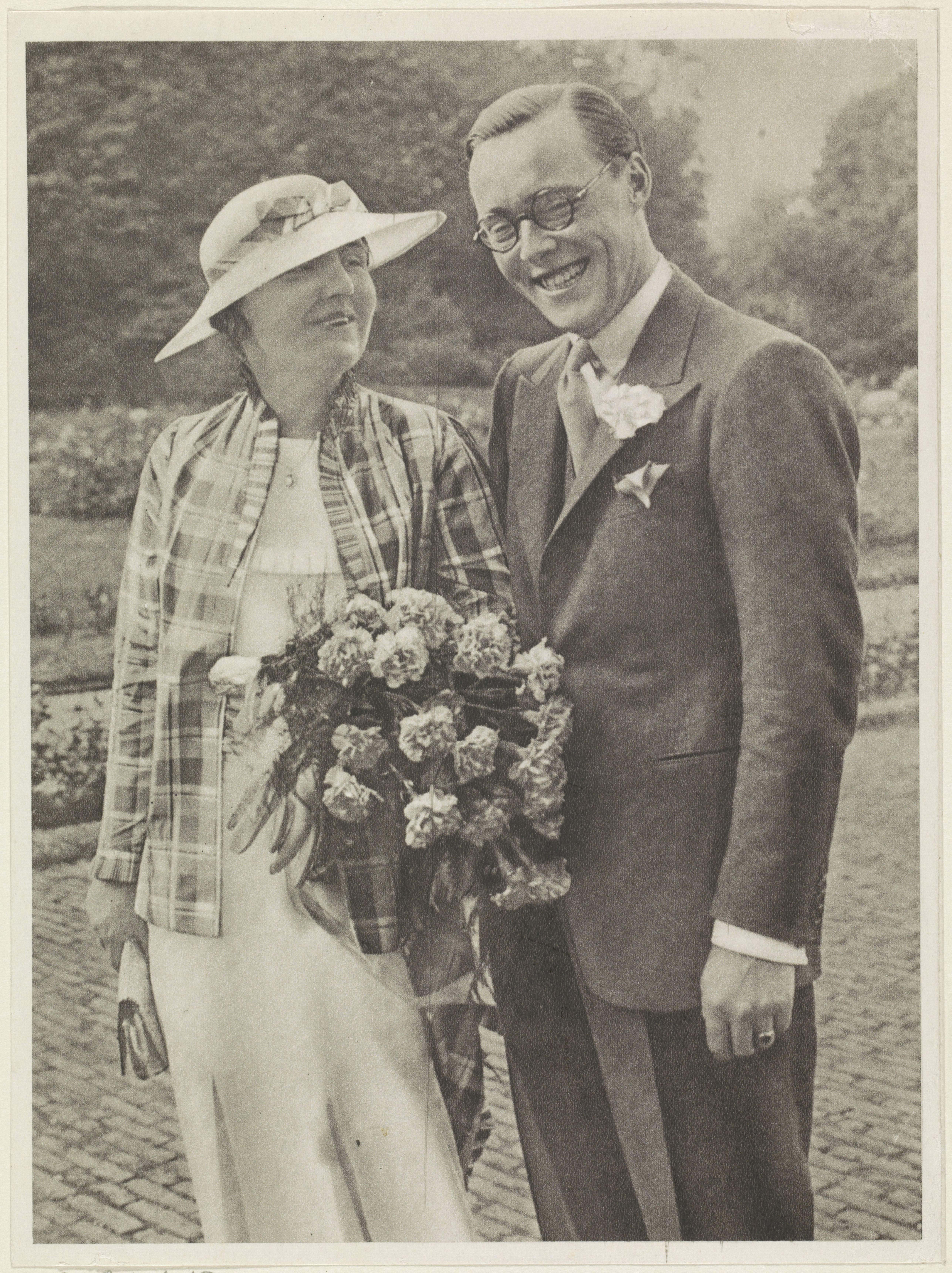
Giuliana e Bernardo nel 1936.

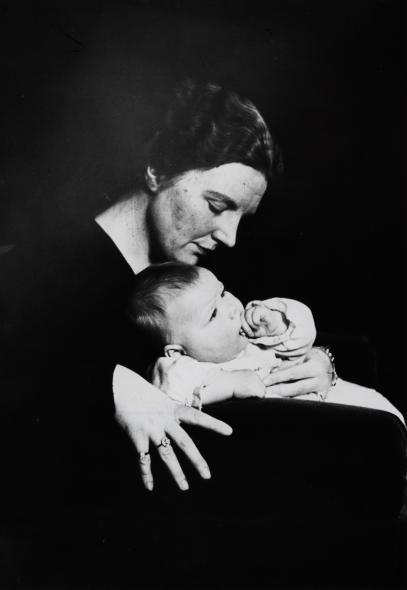
Giuliana e la figlia Beatrice.

Nel 1936, mentre si trovava in vacanza a Garmisch-Partenkirchen, Giuliana incontrò il principe Bernardo di Lippe-Biesterfeld; il Principe apparteneva ad un ramo cadetto della famiglia principesca dei Lippe, che governarono un piccolo principato, facente parte dell'Impero tedesco. Data la situazione in Germania al tempo, nel 1933 Adolf Hitler era divenuto Cancelliere del Reich, venne spontaneo chiedersi quale fosse il suo rapporto con i nazisti, ma lui stesso affermò di essersi trasferito a Parigi proprio per sfuggire al regime nazista . Il fidanzamento di Giuliana e Bernardo fu annunciato l'8 settembre 1936. I due si sposarono il 7 gennaio 1937 ad Amsterdam, stabilendosi nel Palazzo Soestdijk di Baarn. La coppia ebbe quattro figlie:
- Beatrice (1938)
- Irene (1939)
- Margherita (1943)
- Cristina (1947 - 2019)

Tutte le principesse nacquero a Palazzo Soestdijk, ad eccezione della principessa Margherita, che nacque ad Ottawa, in Canada, durante l'esilio dei reali, a seguito dell'occupazione tedesca.

### Esilio e ritorno

Le nozze di Giuliana e Bernardo.

Il 1 settembre 1939 scoppiò la Seconda guerra mondiale: il 10 maggio 1940 le truppe tedesche invasero i Paesi Bassi, costringendo la Regina, Giuliana, Bernardo e le figlie a lasciare il paese, recandosi in Regno Unito. la Principessa rimase in Gran Bretagna per un mese per poi andare in Canada assieme alle figlie, vivendo a Stornoway House nel sobborgo di Rockcliffe Park , fino alla liberazione dei Paesi Bassi. Alcuni considerano questo come un atto di codardia del governo e dell'intera famiglia reale, scappare dal paese e lasciare il popolo olandese sotto l'occupazione nazista, ma l'atto venne ritenuto necessario per prevenire la cattura della famiglia reale e la caduta della monarchia. Il principe Bernardo, rimasto a Londra con la regina Guglielmina, si recò in Canada in diverse occasioni. Durante la seconda guerra mondiale e l'occupazione tedesca dei Paesi Bassi, il principe e la principessa decisero di lasciare il paese con le due figlie per il Regno Unito . 

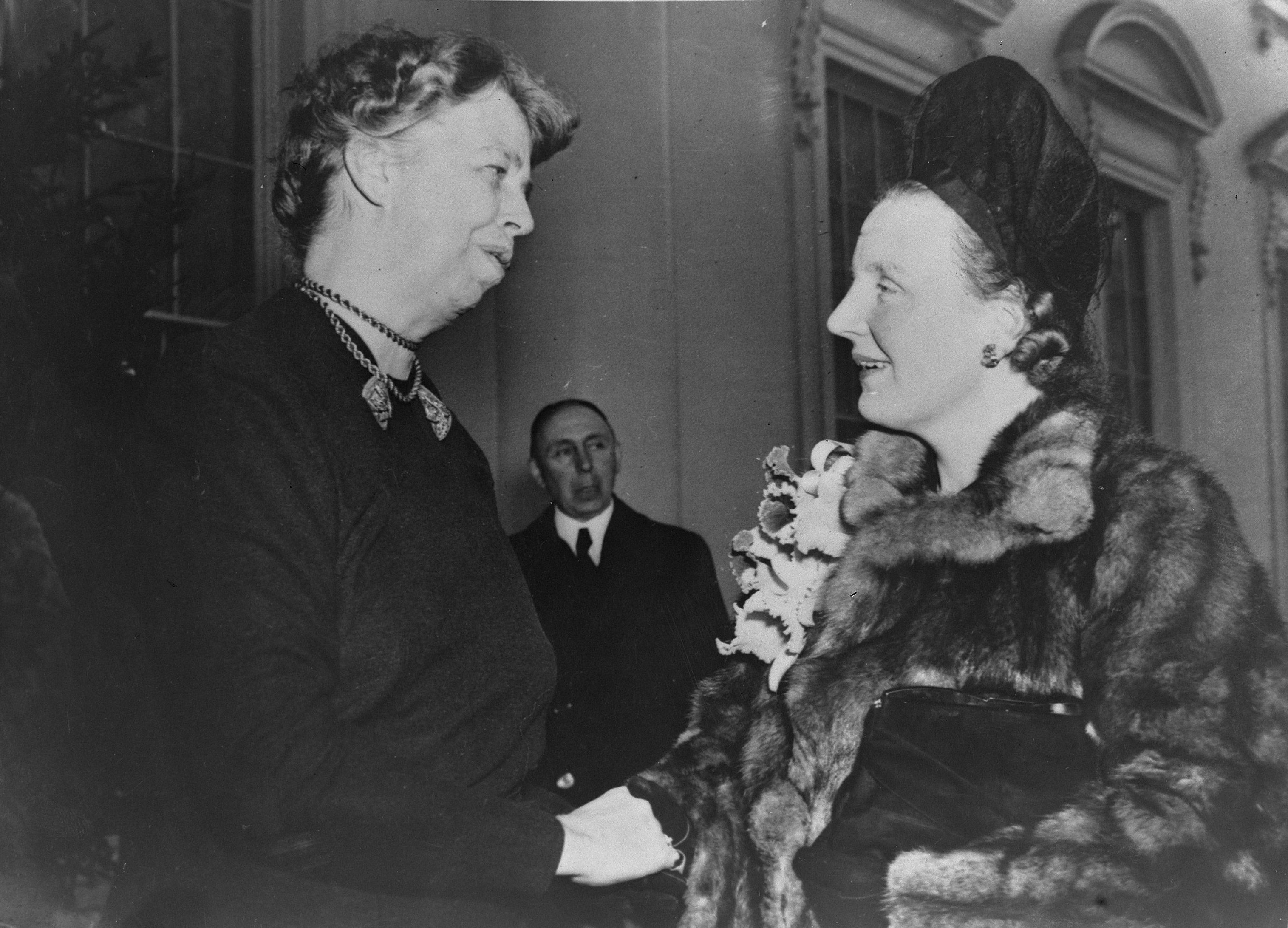
Giuliana e Eleanor Roosevelt.

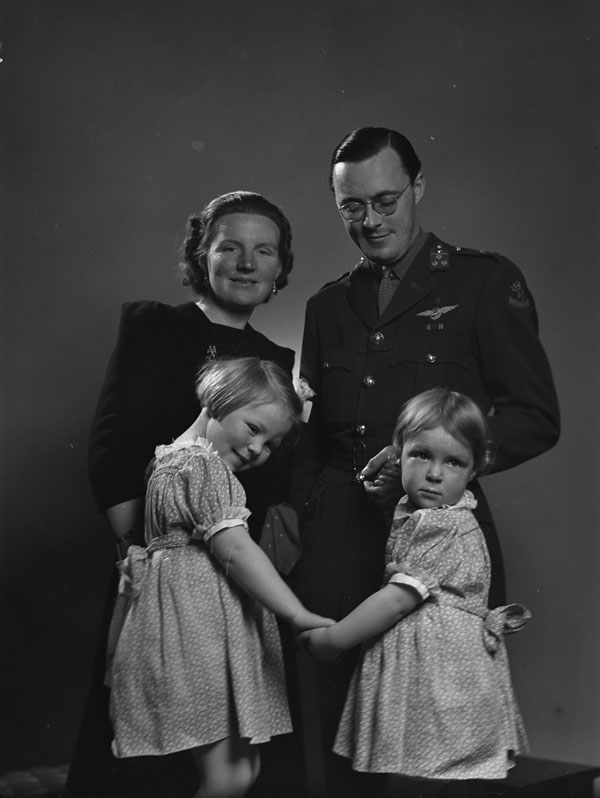
Giuliana e Bernardo assieme alle figlie, in esilio nel 1942 in Canada.

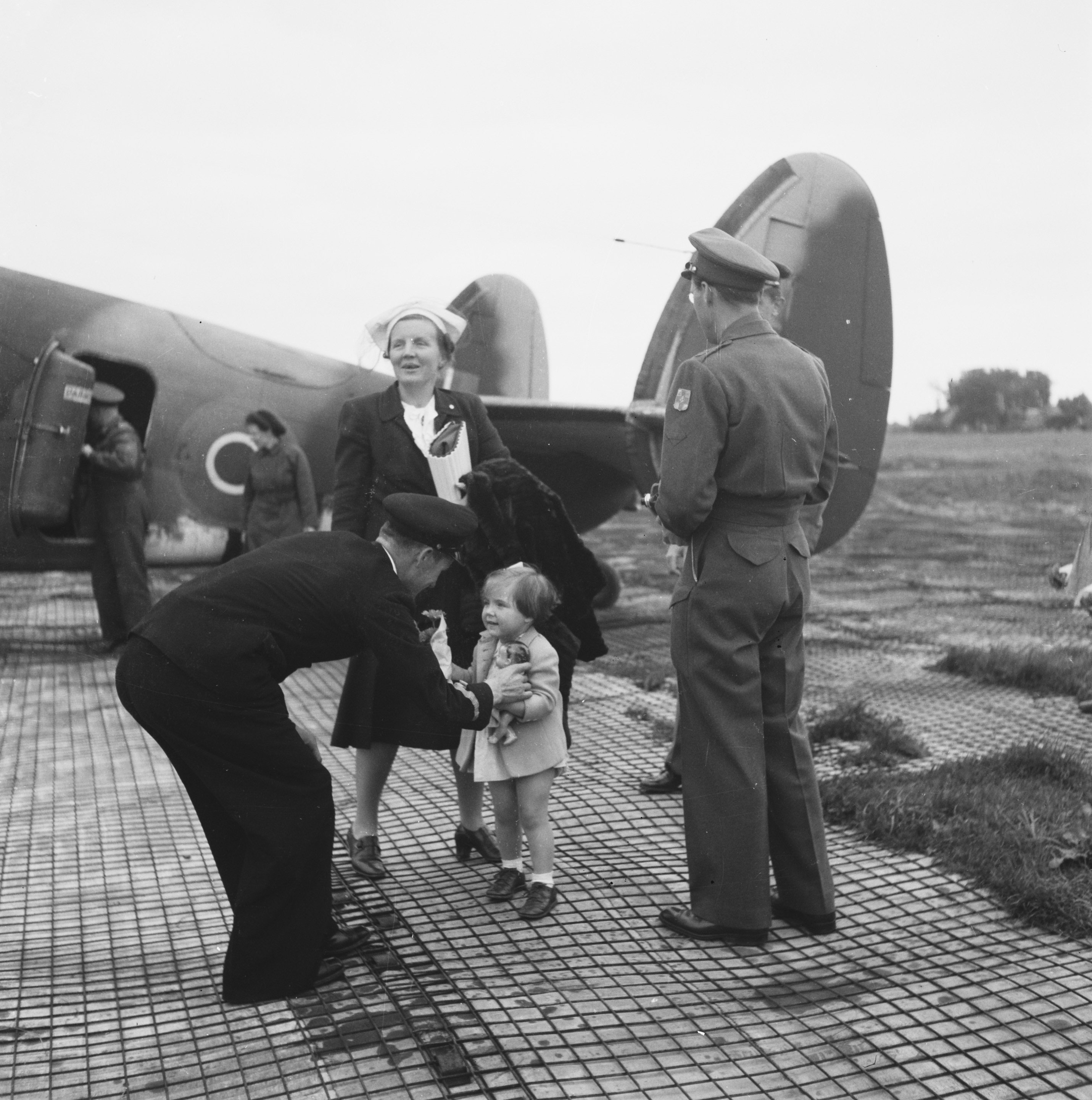
Giuliana ritornata nei Paesi Bassi.

Durante la guerra, Giuliana visitò il Suriname e le Antille Olandesi. Dal Canada, la Principessa olandese ebbe contatti, tra gli altri, con il presidente americano Roosevelt e strinse persino una buona amicizia con sua moglie, Eleanor Roosevelt. Anche dopo la guerra i rapporti con gli americani rimasero molto buoni. Nel 1944 Giuliana tornò in Inghilterra, convinta che la pace fosse imminente. Dopo che la Battaglia di Arnhem si rivelò negativa per gli Alleati e divenne chiaro che la completa liberazione dei Paesi Bassi avrebbe richiesto del tempo, tornò in Canada. Due giorni prima dell'effettiva liberazione del 1945, l'intera famiglia reale fece ritorno nei Paesi Bassi. Nell'aprile del 1945, Giuliana tornò con la regina Guglielmina nella parte liberata dei Paesi Bassi, stabilendosi a Breda. Prese parte a un'operazione di soccorso per la popolazione della parte settentrionale del paese, dove la carestia dell'inverno precedente aveva mietuto numerose vittime. Il 2 agosto 1945 la principessa Giuliana si riunì alla sua famiglia in suolo olandese. Dopo la capitolazione tedesca del maggio 1945, la Principessa prese parte a diverse operazioni di soccorso per aiutare le vittime dell'occupazione. Ad esempio, è stata presidente del comitato esecutivo del Consiglio per la riabilitazione del popolo dei Paesi Bassi. Nella primavera del 1946 la principessa Giuliana e il principe Bernardo visitarono i paesi che avevano aiutato i Paesi Bassi durante l'occupazione .

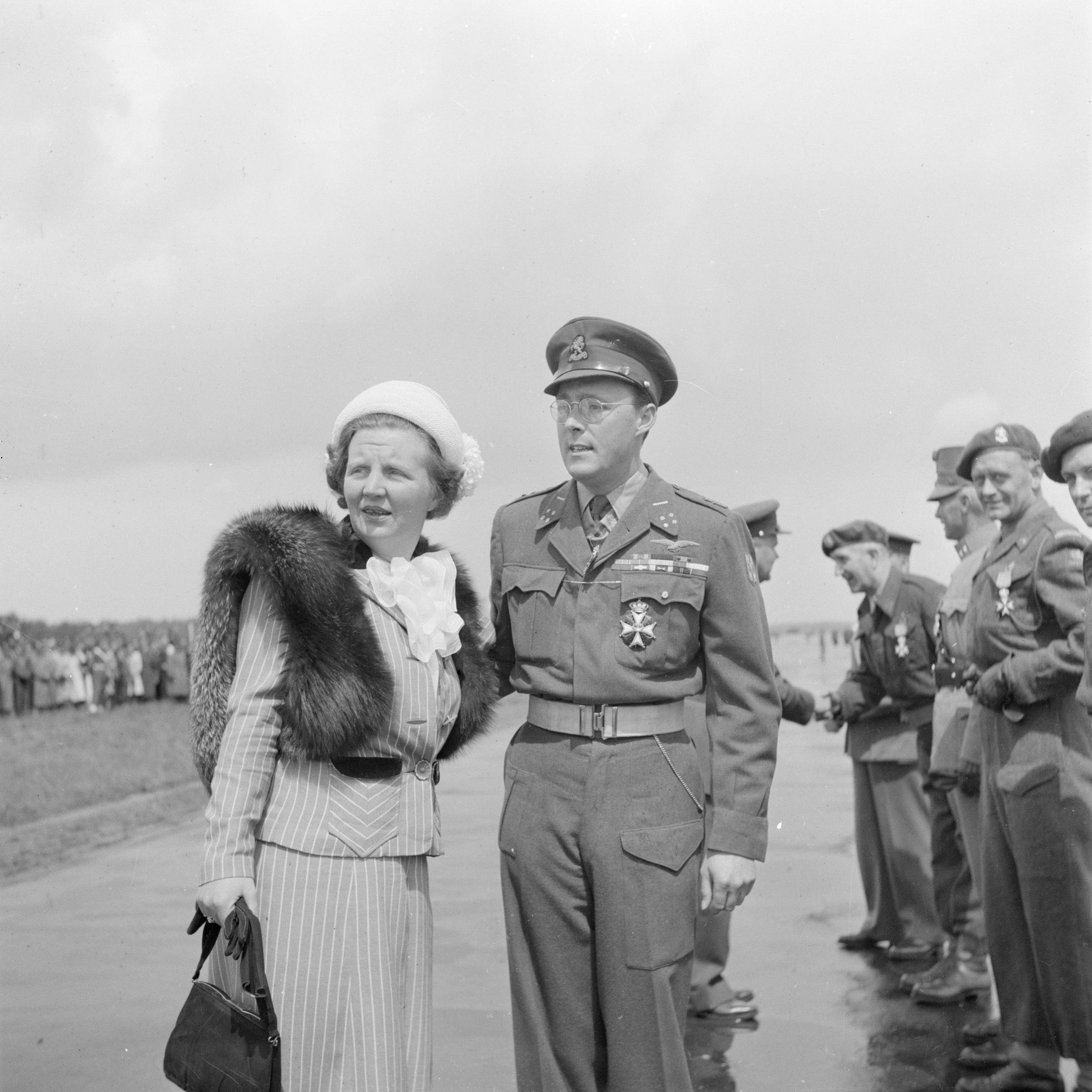
Giuliana e Bernardo nel 1946.

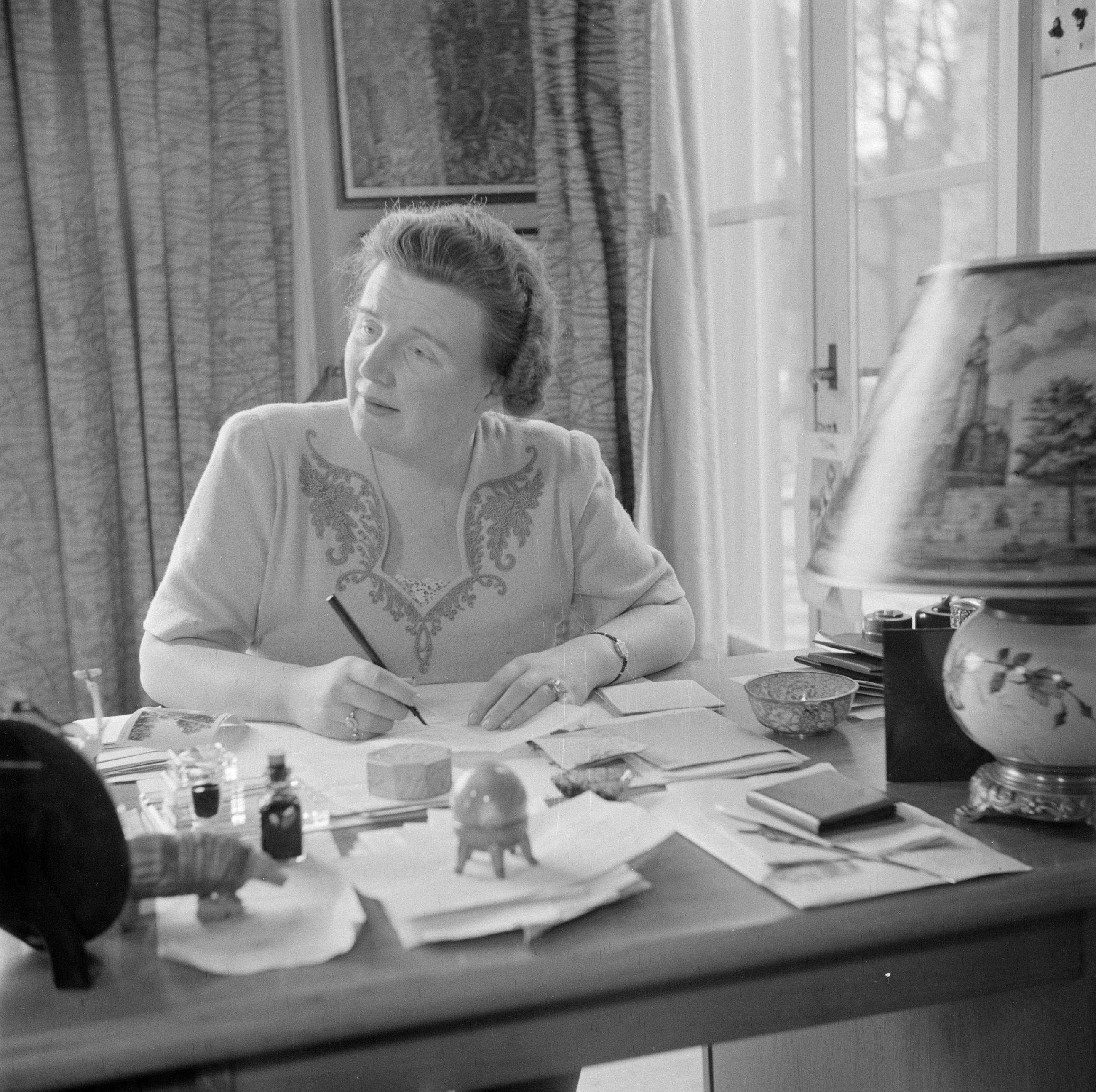
Giuliana alla sua scrivania.

Durante la gravidanza dell'ultima figlia, Maria Cristina, Giuliana contrasse la rosolia: la bimba nacque nel 1947 con cataratte a entrambi gli occhi e le venne diagnosticata subito una cecità quasi totale a un occhio e una visione gravemente limitata all'altro . Nonostante la cecità, Cristina, fu una bambina felice e dotata, con un talento per le lingue e qualcosa che mancava da lungo tempo nella famiglia reale olandese, un orecchio per la musica. Col tempo, e con i progressi della tecnologia medica, la sua vista migliorò al punto che, con spessi occhiali, poté frequentare la scuola e perfino andare in bicicletta . Comunque, prima che ciò accadesse, la madre, aggrappandosi a ogni filo di speranza per una cura, finì sotto l'influenza di Greet Hofmans, una guaritrice con convinzioni eterodosse, considerata da molti un'ingannatrice . Nel 1956, l'influenza della signora Hofmans sulle idee politiche di Giuliana arrivò quasi a far crollare il casato di Orange in una crisi costituzionale, che causò la divisione della corte e della famiglia reale in una fazione favorevole a Bernardo, decisa a rimuovere la regina, considerata una fanatica religiosa e una minaccia alla NATO, e in una parte composta dai cortigiani della regina. Nello stesso anno Giuliana e il principe Bernardo accettarono di indagare su Hofmans e sulle sue attività, portando alla nomina della Commissione Beel. A seguito delle conclusioni della Commissione, Giuliana fu costretta a interrompere ogni contatto con Hofmans. Nel 2005 la regina Beatrice, in qualità di presidente del consiglio di amministrazione dell'House of Orange-Nassau Archives Trust, concesse al professor Cees Fasseur l'accesso agli archivi personali della principessa Giuliana mentre stava svolgendo ricerche per il suo libro sul conflitto .
Per diverse settimane nell'autunno del 1947 e nuovamente nel 1948 la principessa svolse la funzione di reggente quando, per motivi di salute, la regina Guglielmina non fu in grado di svolgere i suoi compiti. Con la Guerra d'indipendenza indonesiana, che vide i Paesi Bassi dispiegare un gran numero di soldati, considerato una grossa perdita economica. Vista la situazione e probabilmente l'età, la regina Guglielmina decise di abdicare.

### Regina dei Paesi Bassi

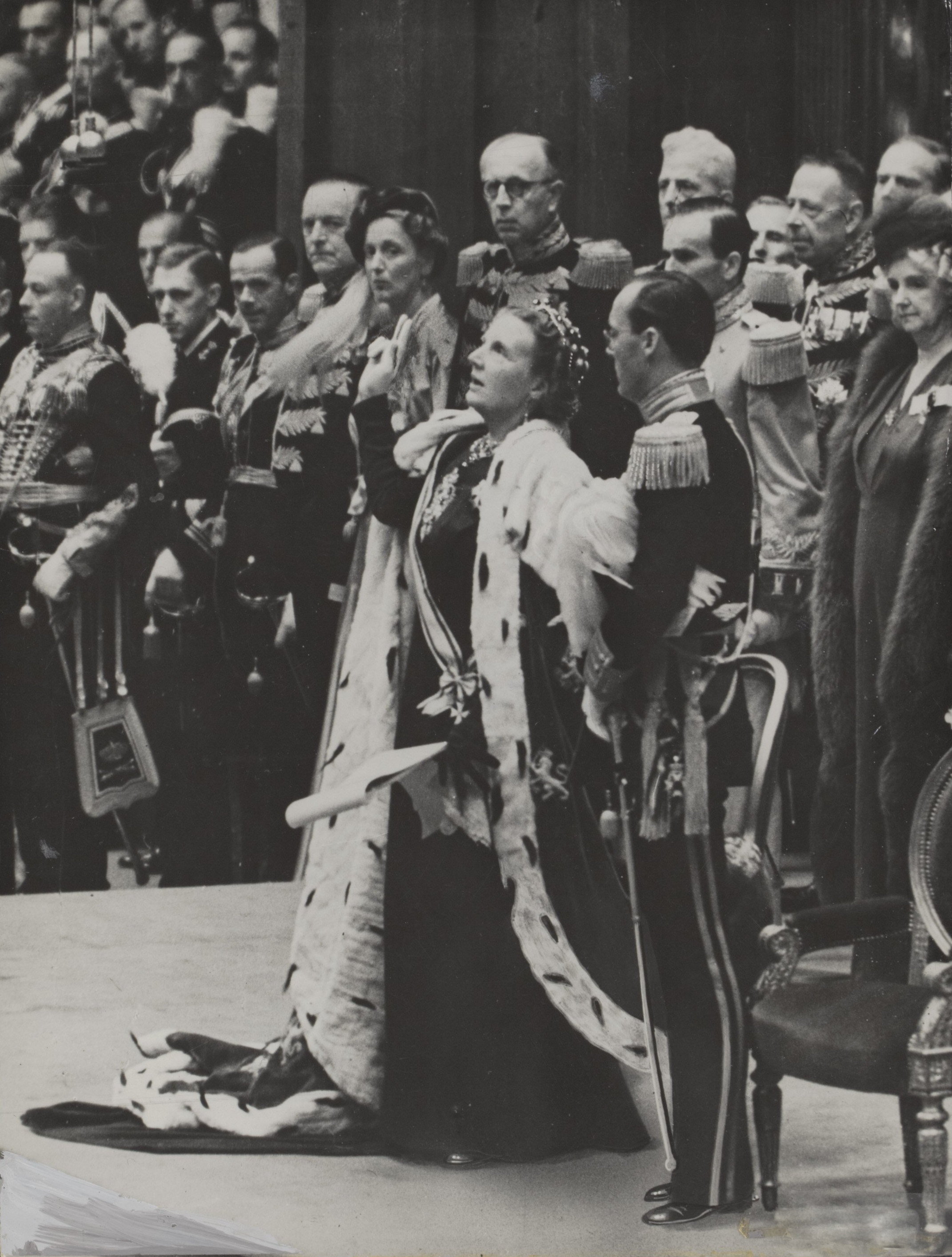
Proclamazione della Regina Giuliana, il 6 settembre 1948.

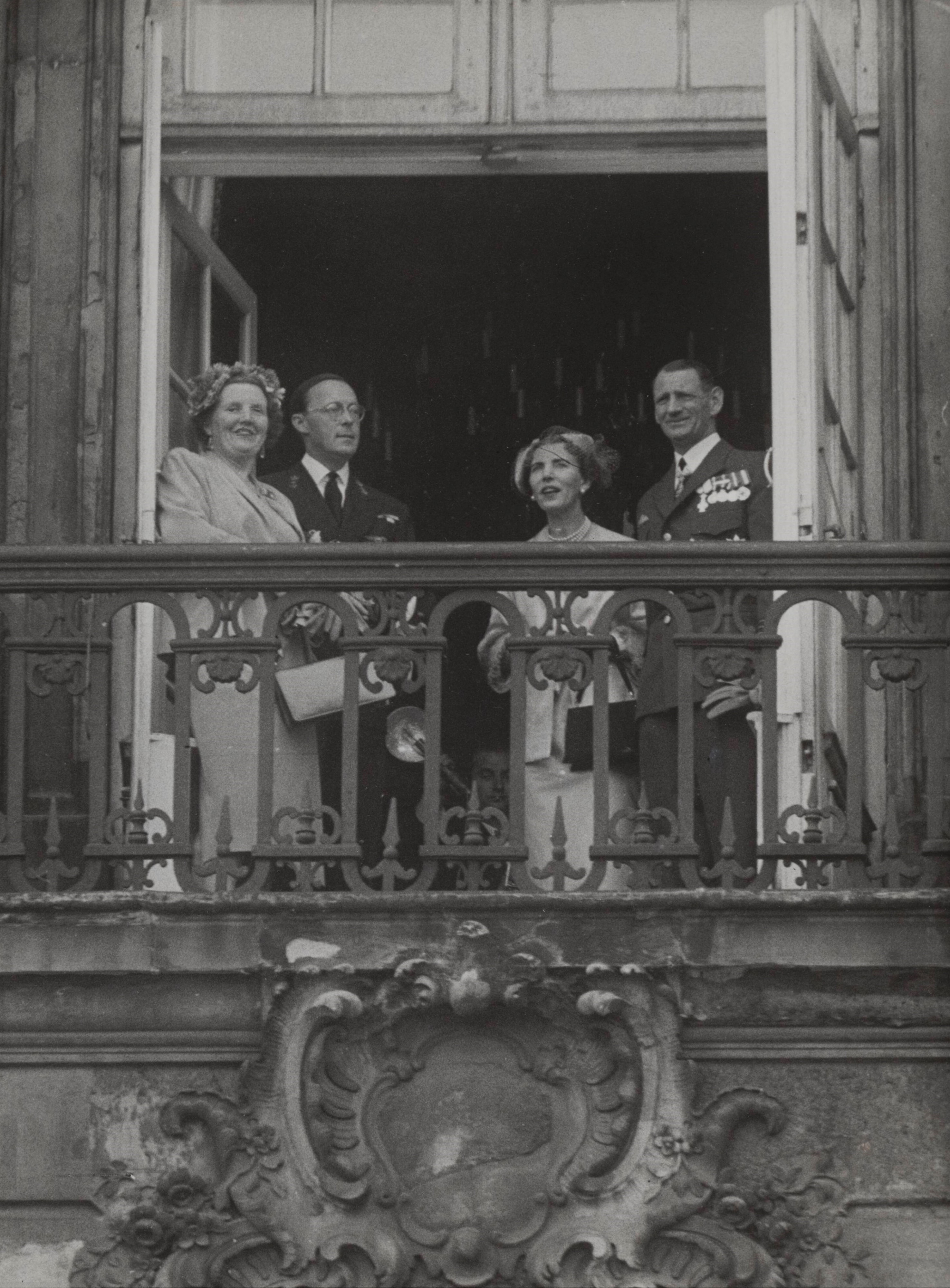
La Regina Giuliana in Danimarca.

Il 4 settembre 1948 Guglielmina d'Orange-Nassau abdicò e di conseguenza le successe la figlia come Giuliana dei Paesi Bassi; pochi giorni dopo la nuova sovrana venne proclamata nella Chiesa Vecchia, in particolare il 6 settembre, accompagnato dal marito Bernardo. Nel primo anno del suo regno, fu soprattutto la questione indonesiana a catturare l'attenzione della regina Giuliana; nel 1949 firmò i documenti che trasferivano la sovranità all'Indonesia, ovvero che la resero indipendente, nel Palazzo Reale di Amsterdam. Il 15 dicembre 1954 la Regina diede il suo assenso alla Carta del Regno dei Paesi Bassi, che costituì la base per la cooperazione tra le tre parti rimanenti del Regno: i Paesi Bassi, il Suriname e le Antille Olandesi. Il Suriname divenne una repubblica indipendente il 25 novembre 1975, dopo che la Regina firmò l'atto che dava l'indipendenza alla nazione sudamericana. La regina Giuliana fu strettamente coinvolta nella formazione dei governi Drees, Beel, De Quay, Marijnen, Cals, Zijlstra, De Jong, Biesheuvel, Den Uyl e Van Agt. In qualità di Capo dello Stato, fu una fervente sostenitrice della cooperazione internazionale e dell'integrazione europea. Nella notte del 31 gennaio 1953, le province della Zelanda e dell'Olanda Meridionale furono colpite da disastrose inondazioni. La regina Giuliana fece tutto il possibile per ottenere aiuti internazionali e visitò la zona del disastro per giorni interi.

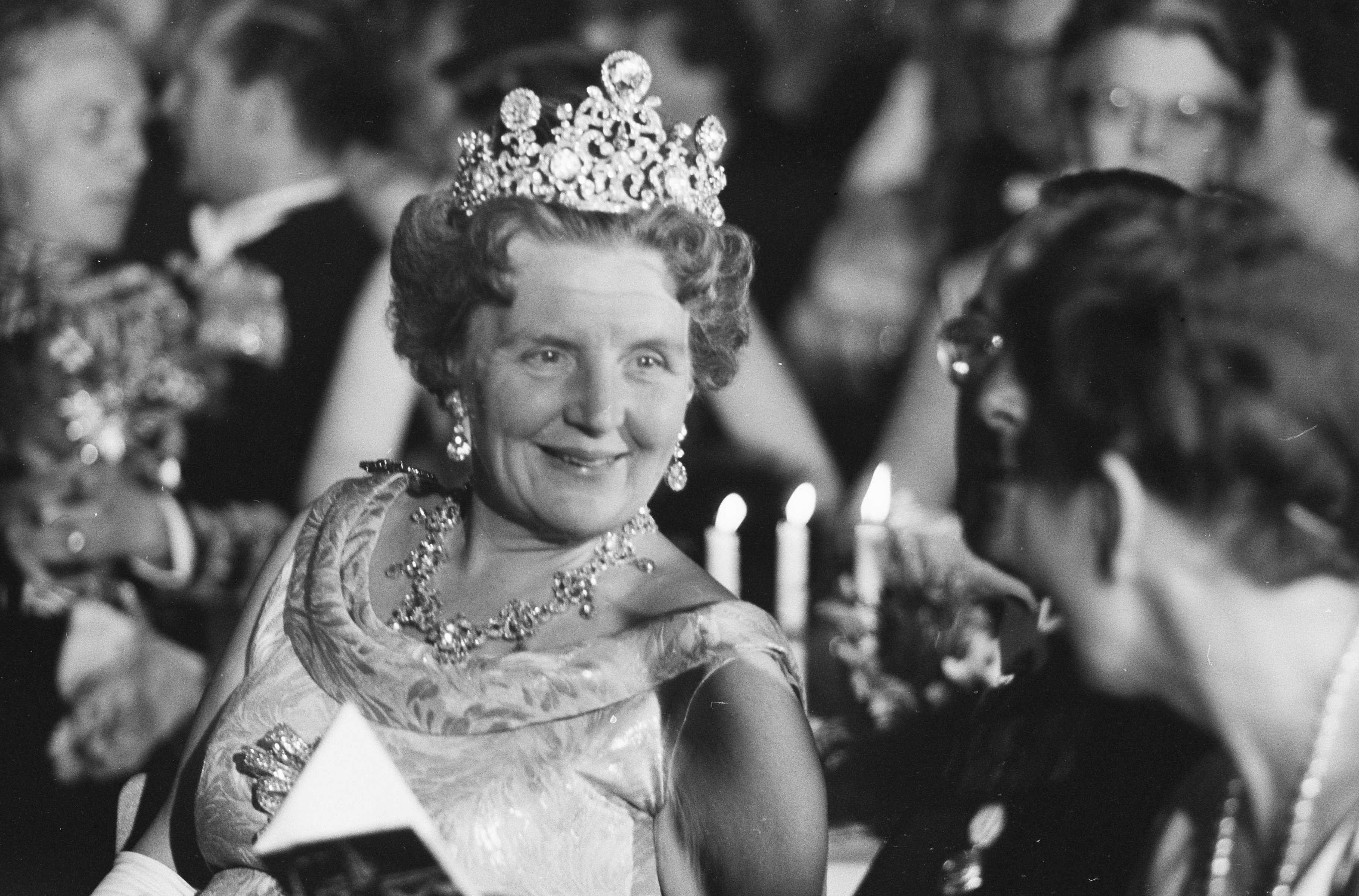
La regina Giuliana nel 1962.

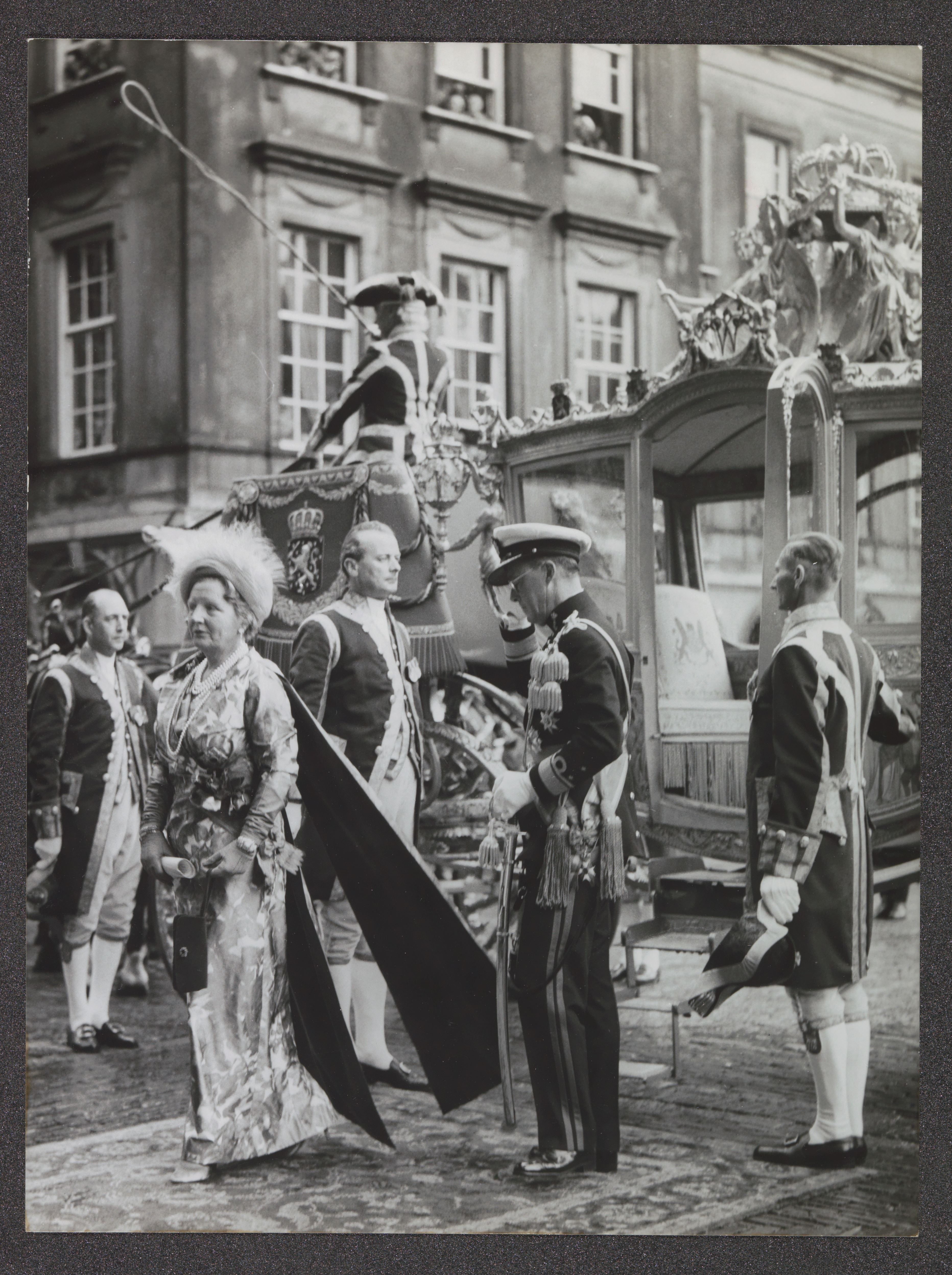
La sovrana ed il principe Bernardo all'Apertura del Parlamento, nel 1962.

Durante il suo regno, la regina Giuliana dimostrò un grande interesse per le questioni sociali. Visitò frequentemente ospedali, centri di convalescenza, sanatori, case di cura per anziani e case per bambini. Sul fronte internazionale, si interessò in particolare ai problemi dei paesi in via di sviluppo, al problema dei rifugiati e al benessere dei bambini in tutto il mondo. Nel 1966, in occasione dell'apertura dell'Assemblea generale dell'Unione internazionale per il benessere dell'infanzia (nota nei Paesi Bassi come Children's Aid Scheme), la regina Giuliana lanciò un nuovo progetto che prevedeva studi su metodi di assistenza e protezione dell'infanzia che potessero essere applicati su vasta scala come parte di piani di sviluppo locali o regionali. La Regina fornì anche sostegno finanziario e materiale. Quando lei e il principe Bernardo festeggiarono le loro nozze d'argento nel 1962, entrambi donarono terreni e fondi per facilitare la fondazione di centri giovanili in tutti i Paesi Bassi. In occasione del suo Giubileo d'argento nel 1973, donò l'ingente somma di denaro raccolta dal National Silver Jubilee Committee, ad organizzazioni che si occupavano di bambini bisognosi in tutto il mondo. La regina Giuliana decise che il dono della nazione ricevuto in occasione del suo settantesimo compleanno nel 1979 dovesse essere devoluto all'Anno internazionale del bambino. La regina diede il suo nome alla Queen Juliana Foundation, in seguito ribattezzata Juliana Welfare Fund. L'obiettivo del Fondo, che si è fuso con l'Orange Fund il 27 giugno 2002, è quello di migliorare il benessere sociale e promuovere la coesione sociale. 

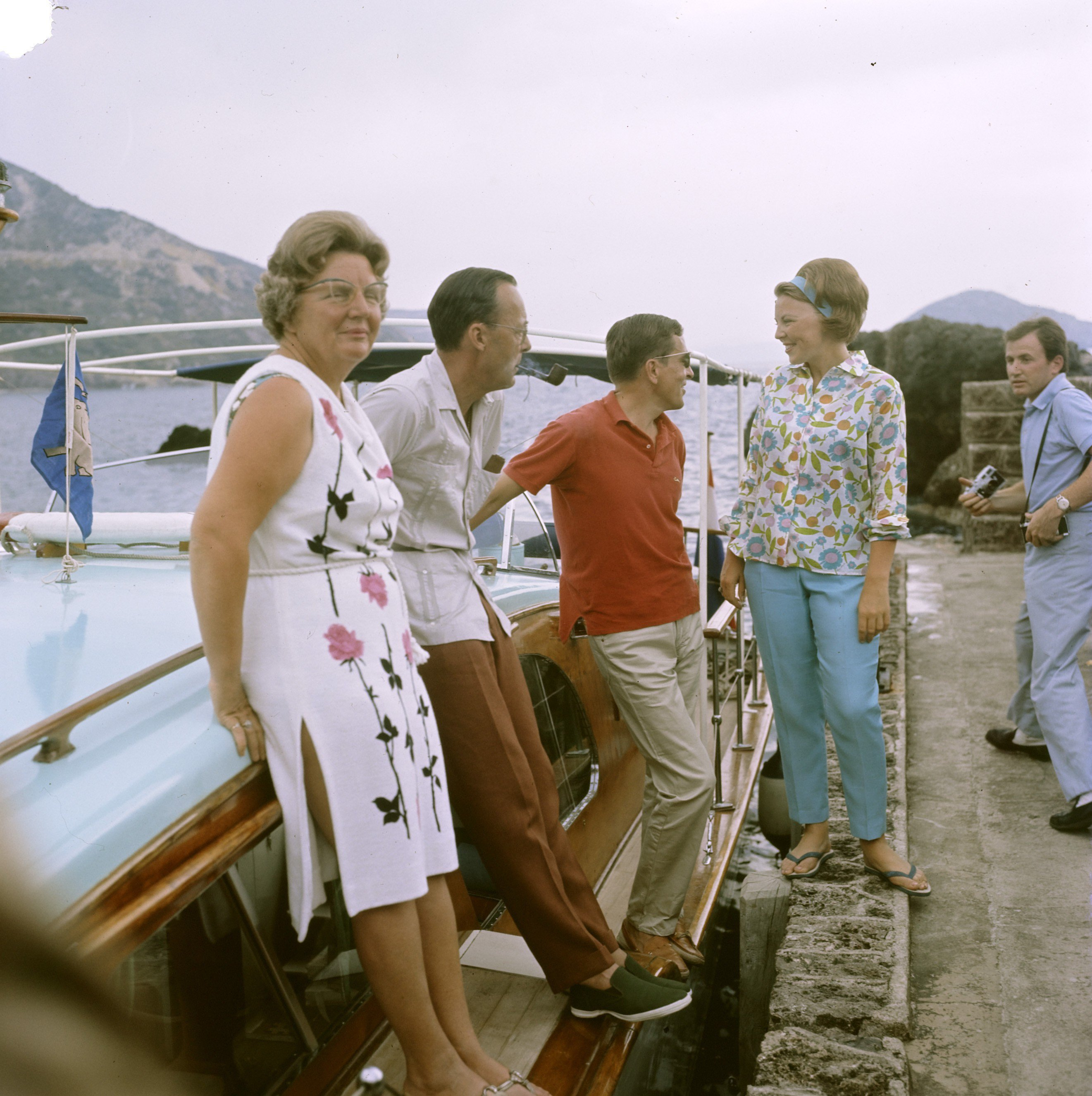
La regina Giuliana, il principe Bernardo, la principessa Beatrice e il principe Claus in vacanza a Porto Ercole nel 1965

In riconoscimento dei suoi servizi alla società, nel 1964 alla regina Giuliana fu conferita la laurea honoris causa in scienze sociali presso l'Università di Groninga. La regina Giuliana seguiva da vicino gli sviluppi della scienza e delle arti, in particolare nelle arti visive, nel teatro e nella letteratura. Si interessò personalmente molto all'assegnazione dell'annuale Royal Award for Painting. Frequentava spesso mostre e spettacoli teatrali sia in patria che all'estero. Il compleanno della regina, il 30 aprile, veniva sempre festeggiato con una sfilata di fiori al Palazzo Soestdijk.

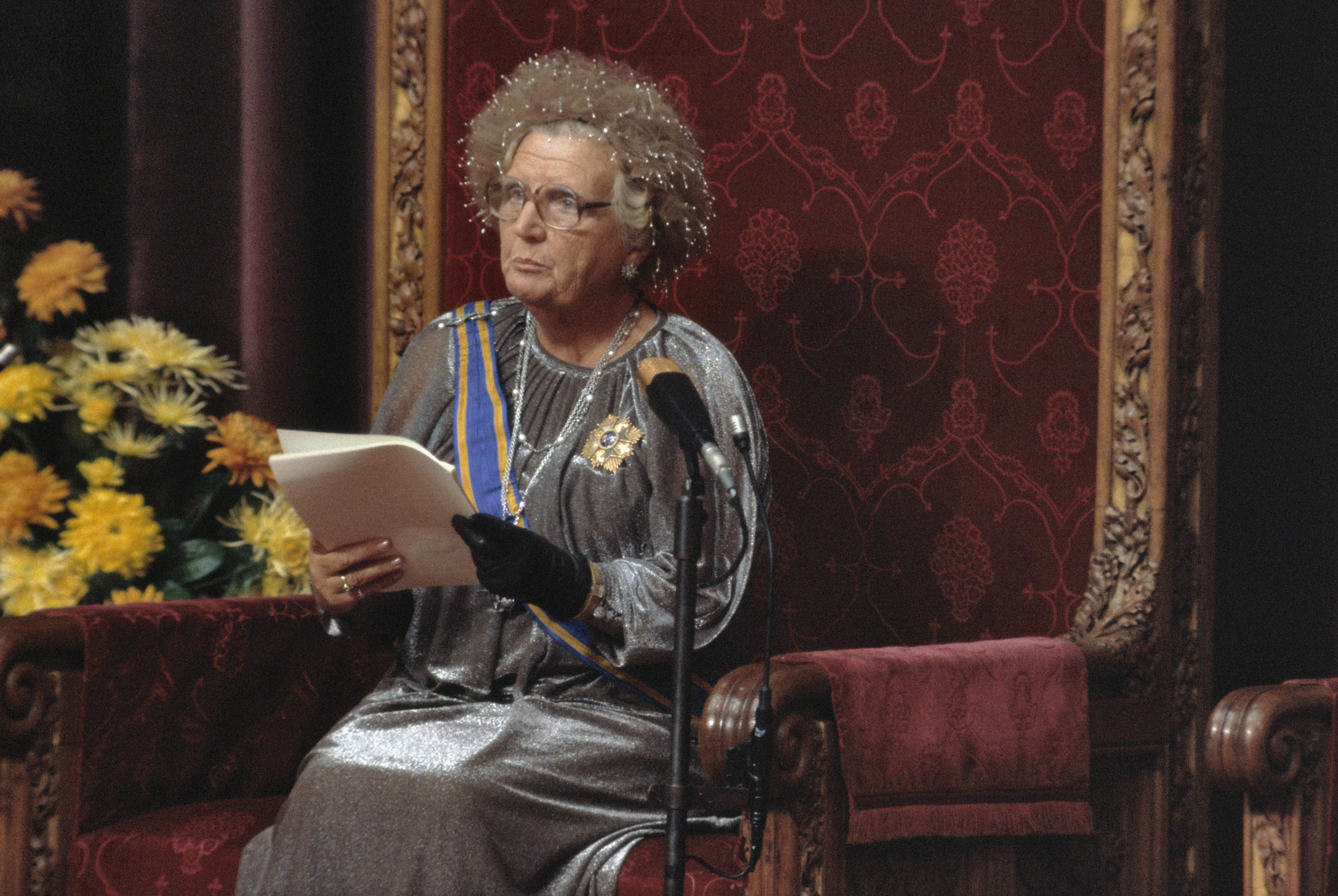
Giuliana d'Olanda nel 1978.

Le nozze delle figlie Beatrice ed Irene, provocarono scandalo: l'erede al trono, Beatrice, sposò nel 1966, Claus van Amsberg il quale, di origine tedesca, sembra che in gioventù abbia frequentato l'organizzazione giovanile hitleriana, creando scalpore nel ricordo dell'invasione della Germania nazista durante la Seconda guerra mondiale. Nel 1964, la secondogenita di Giuliana, la principessa Irene, sposò Carlo Ugo di Borbone-Parma, pretendente carlista al trono spagnolo e principe cattolico e non protestante, religione olandese. Un'altra crisi coinvolse l'accettazione da parte del principe Bernardo di ingenti somme di denaro dagli U.S. Lockheed Aircraft Corporation nel 1976. La Regina, tuttavia, resistette a questi dissensi, in gran parte grazie alla sua grande popolarità. Si fece amare dal pubblico olandese grazie alla sua modestia (mandò i figli alle scuole pubbliche, fece la spesa al supermercato locale e abolì formalità come la riverenza) e ai suoi sforzi per promuovere il benessere sociale .
Nel 1979 William Hoffman pubblicò una biografia della regina altamente critica, intitolata Regina Giuliana: storia della donna più ricca del mondo. La regina Giuliana era molto legata a Monte Argentario, luogo prediletto dalla famiglia reale per le vacanze estive per più di 40 anni .

### Ultimi anni

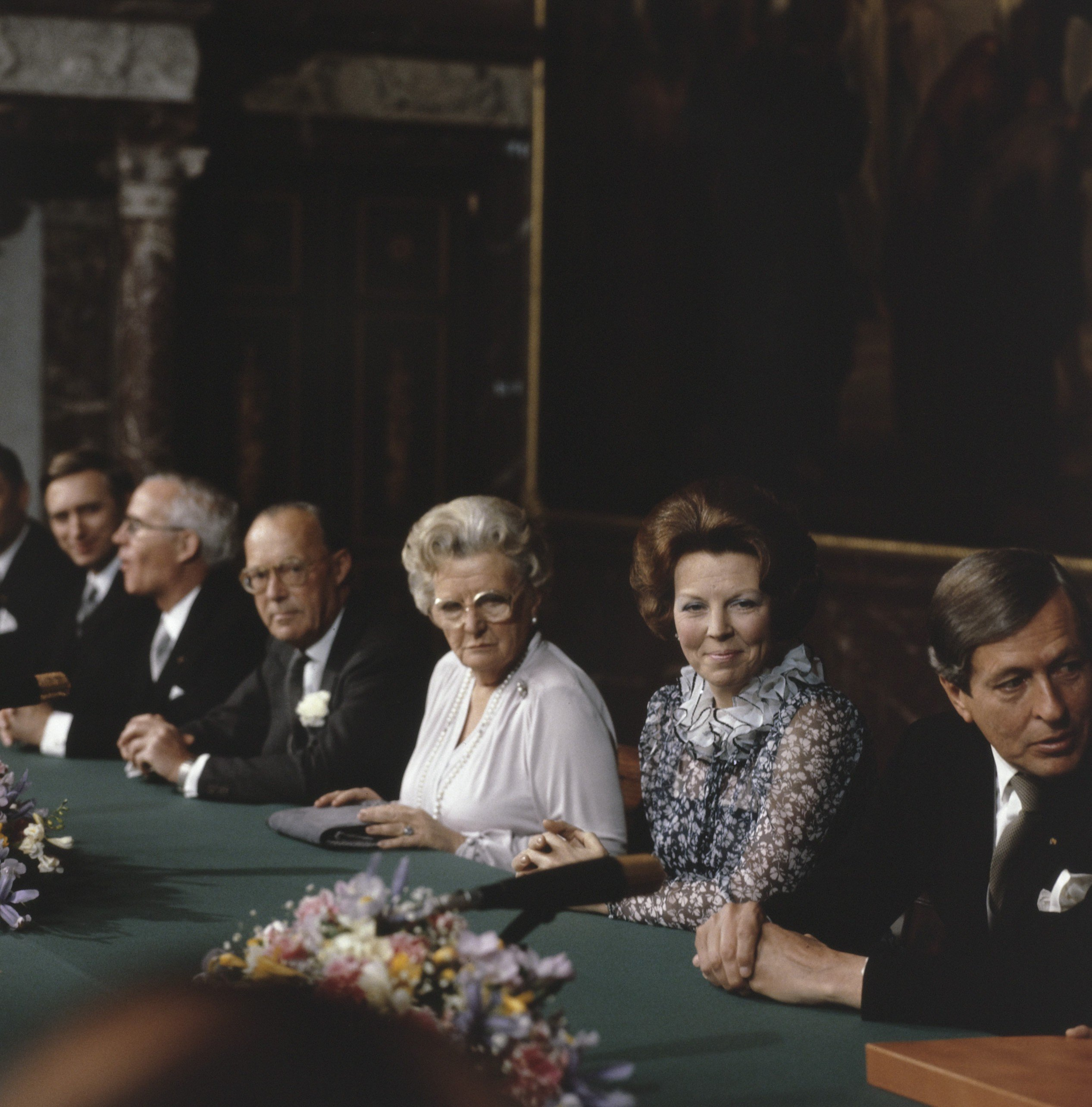
L'abdicazione della Regina.

Il 31 gennaio 1980, la regina Giuliana annunciò tramite trasmissioni radiofoniche e televisive che avrebbe abdicato il 30 aprile in favore della figlia Beatrice. Nel suo discorso ha espresso la speranza di poter continuare a servire il Paese dopo la sua abdicazione. Con la sua abdicazione, ottenne il titolo di Principessa Giuliana d'Orange-Nassau. Nel 1981 divenne presidente onoraria del Comitato nazionale dell'Anno internazionale degli handicappati e continuò a visitare frequentemente le istituzioni assistenziali. Nel 1983 Giuliana e Bernardo si recarono nelle Antille Olandesi per visitare i progetti finanziati con il denaro donato alla principessa in occasione del suo settantesimo compleanno. Nel corso degli anni Novanta, la principessa Giuliana ridusse gradualmente i suoi impegni pubblici. Il 23 febbraio 1999 scrisse alla stampa annunciando che, a causa della sua età avanzata, non era in grado di accettare ulteriori inviti ufficiali. Con l'avvicinarsi del suo novantesimo compleanno, ha anche spiegato che in futuro non le sarà più possibile rispondere ai suoi auguri .

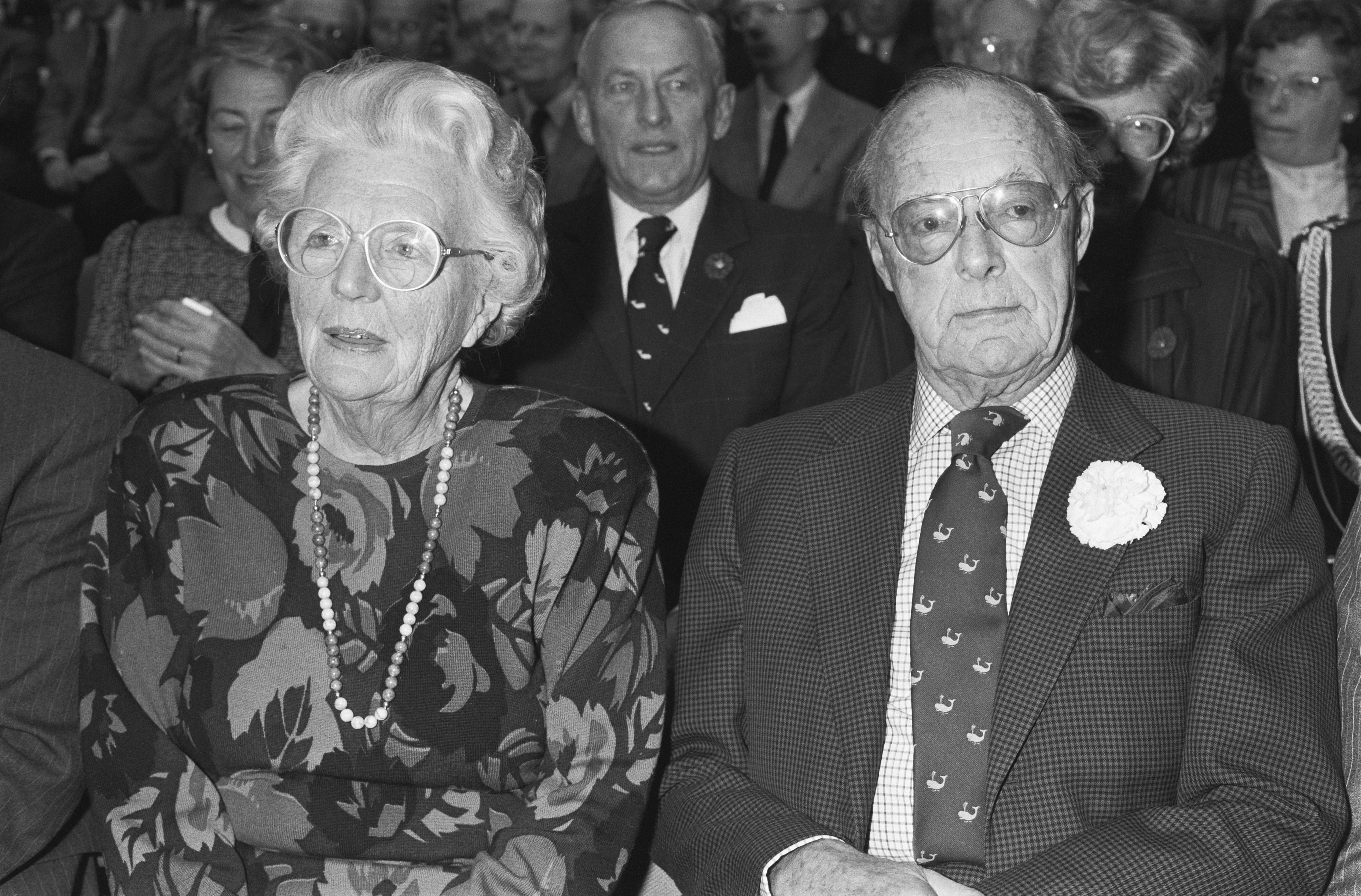
Giuliana e Bernardo nel 1989.

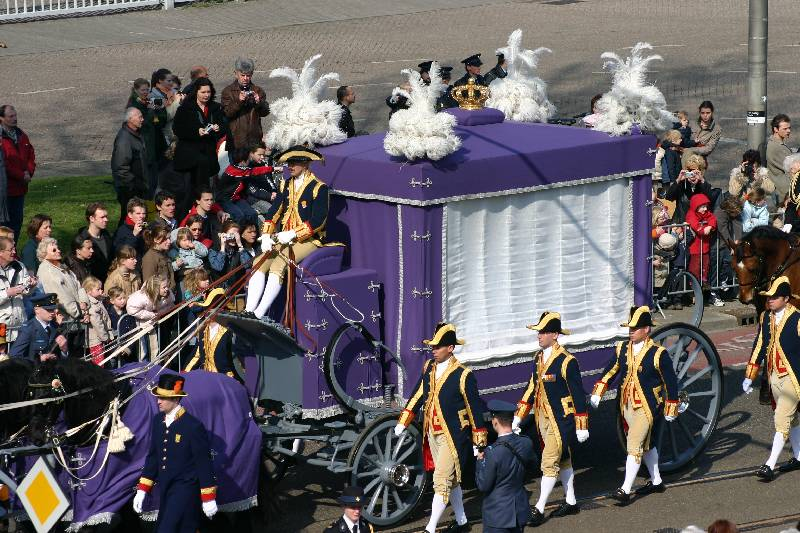
Carro funebre della Regina.

Dalla metà degli anni 1990, Giuliana soffrì per il progressivo avanzare della senilità (attribuita da molti alla malattia di Alzheimer, anche se ciò venne negato dalla famiglia reale) e non fece più apparizioni in pubblico. Su ordine dei medici della famiglia reale, Giuliana venne assistita 24 ore su 24 da due infermieri . In un'intervista televisiva del 2001, il principe Bernardo dichiarò pubblicamente che l’ex regina non era più in grado di riconoscere i suoi familiari. Giuliana morì nel sonno il 20 marzo 2004, a 94 anni d'età, a Palazzo Soestdijk, a Baarn, per complicazioni dovute a una polmonite, esattamente settant'anni dopo la nonna, la regina Emma. il 30 marzo 2004 venne sepolta al fianco della madre Guglielmina nella cripta reale sotto la Nieuwe Kerk di Delft. Il servizio funebre rese pubbliche le sue idee ecumeniche e spesso altamente personali in campo religioso. Un parroco disse nel sermone che l'ex regina era interessata a tutte le religioni e alla reincarnazione.
Il marito, principe Bernardo, morì otto mesi dopo la consorte, il 1º dicembre 2004, all'età di 93 anni.

## Discendenza
La principessa Giuliana e il principe Bernardo ebbero quattro figlie:
- Beatrice Guglielmina Armgard soprannominata "Trix", nata il 31 gennaio 1938 a palazzo Soestdijk, che sposò il principe Claus van Amsberg e fu regina dei Paesi Bassi dal 30 giugno 1980 al 30 aprile 2013;
- Irene Emma Elisabetta, nata il 5 agosto 1939 a palazzo Soestdijk, che sposò il principe Carlo Ugo di Borbone-Parma, da cui divorziò nel 1981;
- Margherita Francesca nata il 19 gennaio 1943 a Ottawa (Canada), che sposò Pieter van Vollenhoven;
- Maria Cristina (18 febbraio 1947-16 agosto 2019), sposò il rifugiato cubano Jorge Pérez y Guillermo dal quale divorziò nel 1996.

## Titoli e trattamento

### Titoli e trattamento[15]
- 30 aprile 1909 - 7 gennaio 1937: Sua Altezza reale la Principessa Giuliana dei Paesi Bassi, Principessa d'Orange-Nassau e Duchessa di Mecleburgo-Schwerin
- 7 gennaio 1937 - 6 settembre 1948:  Sua Altezza reale la Principessa Giuliana dei Paesi Bassi, Principessa d'Orange-Nassau e Duchessa di Mecleburgo-Schwerin, Principessa di Lippe-Biesterfeld
- 6 settembre 1948 - 30 aprile 1980: Sua Maestà, la Regina dei Paesi Bassi
- 30 aprile 1980 - 20 marzo 2004: Sua Altezza reale la Principessa Giuliana dei Paesi Bassi

## Ascendenza
|                                               |                              |                                       | Genitori                                |  |  | Nonni |  |  | Bisnonni                               |  |  | Trisnonni                                 |  |
|                                               |                              |                                       |                                         |  |  |       |  |  | Paolo Federico di Meclemburgo-Schwerin |  |  | Federico Ludovico di Meclemburgo-Schwerin |  |
|                                               |                              |                                       |                                         |  |  |       |  |  | Paolo Federico di Meclemburgo-Schwerin |  |  | Federico Ludovico di Meclemburgo-Schwerin |  |
|                                               |                              | Elena Pavlovna Romanova               |                                         |  |  |       |  |  | Paolo Federico di Meclemburgo-Schwerin |  |  |                                           |  |
| Federico Francesco II di Meclemburgo-Schwerin |                              |                                       |                                         |  |  |       |  |  | Paolo Federico di Meclemburgo-Schwerin |  |  |                                           |  |
|                                               |                              | Alessandrina di Prussia               | Federico Guglielmo III di Prussia       |  |  |       |  |  |                                        |  |  |                                           |  |
|                                               |                              | Alessandrina di Prussia               | Federico Guglielmo III di Prussia       |  |  |       |  |  |                                        |  |  |                                           |  |
|                                               |                              | Alessandrina di Prussia               | Luisa di Meclemburgo-Strelitz           |  |  |       |  |  |                                        |  |  |                                           |  |
| Enrico di Meclemburgo-Schwerin                |                              | Alessandrina di Prussia               |                                         |  |  |       |  |  |                                        |  |  |                                           |  |
|                                               |                              | Adolfo di Schwarzburg-Rudolstadt      | Carlo Gunther di Schwarzburg-Rudolstadt |  |  |       |  |  |                                        |  |  |                                           |  |
|                                               |                              | Adolfo di Schwarzburg-Rudolstadt      | Carlo Gunther di Schwarzburg-Rudolstadt |  |  |       |  |  |                                        |  |  |                                           |  |
|                                               |                              | Adolfo di Schwarzburg-Rudolstadt      | Luisa Ulrica d'Assia-Homburg            |  |  |       |  |  |                                        |  |  |                                           |  |
| Maria di Schwarzburg-Rudolstadt               |                              | Adolfo di Schwarzburg-Rudolstadt      |                                         |  |  |       |  |  |                                        |  |  |                                           |  |
|                                               |                              | Matilde di Schönburg-Waldenburg       | Ottone Vittorio di Schönburg-Waldenburg |  |  |       |  |  |                                        |  |  |                                           |  |
|                                               |                              | Matilde di Schönburg-Waldenburg       | Ottone Vittorio di Schönburg-Waldenburg |  |  |       |  |  |                                        |  |  |                                           |  |
|                                               |                              | Matilde di Schönburg-Waldenburg       | Tecla di Schwarzburg-Rudolstadt         |  |  |       |  |  |                                        |  |  |                                           |  |
| Giuliana dei Paesi Bassi                      |                              | Matilde di Schönburg-Waldenburg       |                                         |  |  |       |  |  |                                        |  |  |                                           |  |
|                                               | Guglielmo II dei Paesi Bassi | Guglielmo I dei Paesi Bassi           |                                         |  |  |       |  |  |                                        |  |  |                                           |  |
|                                               | Guglielmo II dei Paesi Bassi | Guglielmo I dei Paesi Bassi           |                                         |  |  |       |  |  |                                        |  |  |                                           |  |
|                                               | Guglielmo II dei Paesi Bassi | Guglielmina di Prussia                |                                         |  |  |       |  |  |                                        |  |  |                                           |  |
| Guglielmo III dei Paesi Bassi                 | Guglielmo II dei Paesi Bassi |                                       |                                         |  |  |       |  |  |                                        |  |  |                                           |  |
|                                               |                              | Anna Pavlovna Romanova                | Paolo I di Russia                       |  |  |       |  |  |                                        |  |  |                                           |  |
|                                               |                              | Anna Pavlovna Romanova                | Paolo I di Russia                       |  |  |       |  |  |                                        |  |  |                                           |  |
|                                               |                              | Anna Pavlovna Romanova                | Sofia Dorotea di Württemberg            |  |  |       |  |  |                                        |  |  |                                           |  |
| Guglielmina dei Paesi Bassi                   |                              | Anna Pavlovna Romanova                |                                         |  |  |       |  |  |                                        |  |  |                                           |  |
|                                               |                              | Giorgio Vittorio di Waldeck e Pyrmont | Giorgio II di Waldeck e Pyrmont         |  |  |       |  |  |                                        |  |  |                                           |  |
|                                               |                              | Giorgio Vittorio di Waldeck e Pyrmont | Giorgio II di Waldeck e Pyrmont         |  |  |       |  |  |                                        |  |  |                                           |  |
|                                               |                              | Giorgio Vittorio di Waldeck e Pyrmont | Emma di Anhalt-Bernburg-Schaumburg-Hoym |  |  |       |  |  |                                        |  |  |                                           |  |
| Emma di Waldeck e Pyrmont                     |                              | Giorgio Vittorio di Waldeck e Pyrmont |                                         |  |  |       |  |  |                                        |  |  |                                           |  |
|                                               |                              | Elena di Nassau                       | Guglielmo di Nassau                     |  |  |       |  |  |                                        |  |  |                                           |  |
|                                               |                              | Elena di Nassau                       | Guglielmo di Nassau                     |  |  |       |  |  |                                        |  |  |                                           |  |
|                                               |                              | Elena di Nassau                       | Paolina di Württemberg                  |  |  |       |  |  |                                        |  |  |                                           |  |
|                                               |                              | Elena di Nassau                       |                                         |  |  |       |  |  |                                        |  |  |                                           |  |